# Saint-Pantaléon (Vaucluse)
Saint-Pantaléon – miejscowość i gmina we Francji, w regionie Prowansja-Alpy-Lazurowe Wybrzeże, w departamencie Vaucluse.
Według danych na rok 1990 gminę zamieszkiwały 122 osoby, a gęstość zaludnienia wynosiła 156 osób/km² (wśród 963 gmin regionu Prowansja-Alpy-W. Lazurowe Saint-Pantaléon plasuje się na 675. miejscu pod względem liczby ludności, natomiast pod względem powierzchni na miejscu 830.).